# Andressa Alves da Silva
Andressa Alves da Silva, conosciuta semplicemente come Andressa (San Paolo, 10 novembre 1992), è una calciatrice brasiliana, attaccante del Corinthians e della nazionale brasiliana.

## Biografia
Dal 2020, è sposata con l'ex calciatrice Francielle.
Nel novembre del 2022, ha ricevuto l'eBay Values Award, premio istituito dalla stessa azienda insieme alla FIGC e all'Università Bocconi di Milano e assegnato alle calciatrici di Serie A distintesi per il loro comportamento dentro e fuori dal campo.

## Carriera

### Club
All'inizio della carriera, nel 2010, all'età di 18 anni, veste la maglia della Juventus-SP, squadra della città natale e Capitale San Paolo del Brasile, società con la quale rimane una sola stagione disputando il campionato Paulista femminile di calcio.
L'anno successivo si trasferisce al Foz Cataratas neocampione paranense, club con sede a Foz do Iguaçu, nello stato del Paraná, giocando nel locale torneo femminile, il campionato Paranaense di categoria. Alla sua prima stagione condivide con le compagne la conquista del suo primo titolo statale, il secondo per il Foz Cataratas, e il primo nazionale, l'edizione 2011 della Coppa del Brasile, titolo che permette alla sua squadra l'accesso alla Coppa Libertadores 2012. Rimasta alle Poderosas do Foz anche per il 2012, la sua squadra conquista il suo terzo titolo statale consecutivo e, dopo aver chiuso al primo posto e imbattuta il gruppo A nella fase a gironi e aver superato, ai rigori, il São José in semifinale, giunta in finale si deve arrendere alle cilene del Colo-Colo che conquistano la loro prima Coppa Libertadores ai tiri di rigore dopo che i tempi regolamentari si erano conclusi a reti inviolate.
Nel 2013 ritorna a San Paolo, sottoscrivendo un accordo con il Centro Olímpico, tuttavia già a maggio di quell'anno decide di trasferirsi nuovamente, accasandosi alla Ferroviária di Araraquara, continuando a disputare il campionato paulista.
Nel novembre 2013 ha lasciato la Ferroviária per firmare con il São José, neovincitrice in quella stagione della sua seconda Coppa Libertadores femminile. La stagione 2014 si rivela prolifica di risultati, con le Águia del Vale capaci di conquistare il triplete Campionato paulista, Coppa Libertadores 2014 e campionato internazionale femminile per club, giocato tra la fine di novembre e l'inizio di dicembre in Giappone, in quella che sarà la terza e ultima edizione della Nestlé Cup, battendo in finale con il risultato di 2-0 le inglesi dell'Arsenal.
Tuttavia Andressa nel novembre 2014 aveva già lasciato la squadra brasiliana per quella che avrebbe dovuto essere la sua prima esperienza all'estero, firmando un contratto con il Boston Breakers, squadra professionistica militante nella National Women's Soccer League (NWSL). La sua avventura statunitense venne però impedita per la necessità di rientrare in patria a disposizione del commissario tecnico della sua nazionale, Vadão, per la preparazione delle Verdeoro in vista dei Mondiali di Canada 2015.
Durante la Coppa del Mondo, il Montpellier, club francese, annuncia di aver posto sotto contratto la calciatrice brasiliana per la stagione entrante. A disposizione del tecnico Jean-Louis Saez, che la schiera nel ruolo di centrocampista, Andressa fa il suo debutto con la nuova maglia il 30 agosto 2015, alla 1ª giornata di campionato, dove sigla anche la sua prima rete in Division 1 Féminine. Al termine della stagione viene utilizzata in 20 incontri di campionato, siglando 8 reti, terza realizzatrice della squadra, a pari merito con Valérie Gauvin, e dietro a Marie-Charlotte Léger (11) e Laëtitia Tonazzi (10), contribuendo a far raggiungere al Montpellier il terzo posto in classifica. Gioca inoltre 5 incontri di Coppa di Francia, compresa la finale persa per 2-1 con l'Olympique Lione dove dopo aver aperto le marcature al 2' è costretta ad abbandonare il terreno di gioco dopo un duro intervento di Saki Kumagai.
Andressa ha lasciato il Montpellier dopo una sola stagione, firmando per il Barcellona nel giugno 2016. Resta legata alla società spagnola per tre stagioni, condividendo con le nuove compagne tre campionati consecutivi ad alti livelli dove però le Blaugrana devono cedere da seconde classificate il titolo all'Atlético Madrid. Giungono tuttavia i primi titoli nazionali, vincendo le edizioni 2017 e 2018 della Coppa della Regina, ai quali si aggiungono tre titoli regionali, la Copa Cataluña, nel 2016, 2017 e 2018. In questo periodo fa anche il suo debutto in UEFA Women's Champions League, iniziando dalla stagione 2016-2017 e giocando anche le due successive, maturando complessivamente 17 presenze e siglando 4 reti, e giungendo in finale nell'edizione 2018-2019, prima volta per il club catalano, persa poi con le francesi dell'Olympique Lione per 4-1.
Ha lasciato il club spagnolo nell'estate 2019, con un tabellino personale di 65 presenze e 25 reti in campionato, migliore marcatrice della squadra nel campionato 2017-2018 con 12 centri, per accasarsi alla Roma militante in Serie A, livello di vertice del campionato italiano.
Alla sua prima stagione con la squadra capitolina, Andressa viene impiegata dal tecnico Elisabetta Bavagnoli fin dalla 1ª giornata di campionato, debuttando il 15 settembre 2019 nella sconfitta casalinga con il Milan, venendo schierata complessivamente in 12 dei 16 incontri prima della sospensione del campionato a causa delle restrizione dovute alla pandemia di COVID-19, provvedimento che ha visto interrompere anche la Coppa Italia ai quarti di finale. Segna la sua prima rete italiana il 1º dicembre 2019, siglando su rigore il primo dei due gol con cui la Roma supera il Tavagnacco all'8ª giornata di campionato, ripetendosi in Coppa Italia 10 giorni più tardi, aprendo le marcature nei tempi supplementari degli ottavi di finale nell'incontro vinto per 2-0 con il Pink Sport Time. Al termine della stagione sono 5 i gol segnati in campionato, ai quali si aggiungono i 2, su 2 presenze, in Coppa.
Lungo la stagione 2022-2023, Andressa contribuisce da titolare, e con un totale di 14 reti, alla vittoria della Supercoppa italiana e del campionato, primo titolo nazionale nella storia della Roma. Non avendo trovato un accordo con la società per estendere il proprio contratto, al termine dell'annata l'attaccante lascia ufficialmente il club giallorosso dopo quattro anni.
Il 28 giugno viene ufficializzato il passaggio della calciatrice brasiliana all'Houston Dash.
Dopo una stagione e mezza, lascia il campionato statunitense, il 13 dicembre 2024 viene annunciato infatti il suo ritorno in patria, firmando un contratto con il Corinthians.

### Nazionale
Andressa ha fatto il suo debutto nella nazionale maggiore brasiliana nel Torneio Internacional Cidade de São Paulo de Futebol Feminino 2012, prima aveva rappresentato la nazionale verde-oro nelle edizioni 2010 e 2012 della Coppa del Mondo femminile under 20.
Alla Copa América Femenina 2014, Andressa ha segnato il secondo gol nella partita che ha visto battere l'Argentina dal Brasile per 6-0. Alla Coppa del Mondo femminile 2015 ha segnato invece l'unico gol nella partita dei gironi contro la Spagna, assicurando così alla sua nazionale il passaggio al secondo turno. Dopo la successiva eliminazione del Brasile da parte della nazionale dell'Australia è rimasta in Canada per partecipare ai Giochi Panamericani 2015 di Toronto, vinti proprio dal Brasile.
Il 6 aprile 2023, ha segnato il gol del temporaneo pareggio nella Finalissima contro l'Inghilterra: le Leonesse si sono poi aggiudicate la vittoria finale ai rigori.

## Statistiche

### Presenze e reti nei club
Statistiche aggiornate al 30 marzo 2025.
| Stagione            | Squadra             | Campionato          | Campionato | Campionato | Coppe nazionali | Coppe nazionali | Coppe nazionali | Coppe continentali | Coppe continentali | Coppe continentali | Altre coppe | Altre coppe | Altre coppe | Totale | Totale | Totale |
| Stagione            | Squadra             | Comp                | Pres       | Reti       | Comp            | Pres            | Reti            | Comp               | Pres               | Reti               | Comp        | Pres        | Reti        | Pres   | Reti   |        |
| ------------------- | ------------------- | ------------------- | ---------- | ---------- | --------------- | --------------- | --------------- | ------------------ | ------------------ | ------------------ | ----------- | ----------- | ----------- | ------ | ------ | ------ |
| 2015-2016           | Montpellier         | D1                  | 20         | 8          | CF              | 5               | 1               | -                  | -                  | -                  | -           | -           | -           | 25     | 9      |        |
| 2016-2017           | Barcellona          | PD                  | 20         | 7          | CR              | 1               | 0               | WCL                | 5                  | 2                  | -           | -           | -           | 26     | 9      |        |
| 2017-2018           | Barcellona          | PD                  | 19         | 12         | CR              | 2               | 0               | WCL                | 4                  | 1                  | -           | -           | -           | 25     | 13     |        |
| 2018-2019           | Barcellona          | PD                  | 26         | 6          | CR              | 2               | 0               | WCL                | 8                  | 1                  | -           | -           | -           | 36     | 7      |        |
| Totale Barcellona   | Totale Barcellona   | Totale Barcellona   | 65         | 25         |                 | 5               | 0               |                    | 17                 | 4                  |             | -           | -           | 87     | 29     |        |
| 2019-2020           | Roma                | A                   | 12         | 5          | CI              | 2               | 2               | -                  | -                  | -                  | -           | -           | -           | 14     | 7      |        |
| 2020-2021           | Roma                | A                   | 15         | 4          | CI              | 6               | 5               | -                  | -                  | -                  | SI          | 1           | 0           | 22     | 9      |        |
| 2021-2022           | Roma                | A                   | 20         | 5          | CI              | 6               | 2               | -                  | -                  | -                  | SI          | 1           | 0           | 27     | 7      |        |
| 2022-2023           | Roma                | A                   | 23         | 12         | CI              | 5               | 3               | WCL                | 11                 | 2                  | SI          | 1           | 0           | 40     | 17     |        |
| Totale Roma         | Totale Roma         | Totale Roma         | 70         | 26         |                 | 19              | 12              |                    | 11                 | 2                  |             | 3           | 0           | 103    | 40     |        |
| giu.-dic. 2023      | Houston Dash        | NWSL                | 5          | 1          | -               | -               | -               | -                  | -                  | -                  | -           | -           | -           | 5      | 1      |        |
| 2024                | Houston Dash        | NWSL                | 24         | 1          | -               | -               | -               | -                  | -                  | -                  | -           | -           | -           | 11     | 0      |        |
| Totale Houston Dash | Totale Houston Dash | Totale Houston Dash | 29         | 2          |                 | -               | -               |                    | -                  | -                  |             | -           | -           | 29     | 2      |        |
| 2025                | Corinthians         | A1                  | 3          | 1          | -               | -               | -               | -                  | -                  | -                  | -           | -           | -           | 3      | 1      |        |
| Totale carriera     | Totale carriera     | Totale carriera     | 187        | 62         |                 | 29              | 13              |                    | 28                 | 6                  |             | 3           | 0           | 234    | 80     |        |

## Palmarès

### Club

#### Competizioni nazionali
- Coppa della Regina: 2

Barcellona: 2017, 2018
- Coppa Italia: 1

Roma: 2020-2021
- Supercoppa italiana: 1

Roma: 2022
- Campionato italiano: 1

Roma: 2022-2023

#### Competizioni internazionali
- Coppa Libertadores: 1

São José: 2014

### Nazionale
- Campionato sudamericano femminile di calcio: 2

2014, 2018
- Giochi panamericani: 1

2015

### Individuale
- Gran Galà del calcio AIC: 2

Squadra dell'anno: 2022, 2023
- Miglior centrocampista della Serie A: 1

2021-2022